# Scincella incerta
Scincella incerta es una especie de lagarto que pertenece a la  familia Scincidae. Es nativo de Chiapas (México), Guatemala, y Honduras. Su rango altitudinal oscila entre 1350 y 1670 m s. n. m..